# Гераськівський заказник
Гераськівський — один з об'єктів природно-заповідного фонду Луганської області, загальнозоологічний заказник місцевого значення.

## Розташування
Загальнозоологічний заказник розташований між селищем міського типу Марківка та селами Гераськівка та Рудівка в Марківському районі Луганської області. Координати: 49° 35' 15" північної широти, 39° 35' 05" східної довготи .

## Історія
Загальнозоологічний заказник місцевого значення «Гераськівський» оголошений рішенням Луганської обласної ради народних депутатів № 4/19 від 15 грудня 1998 року.

## Загальна характеристика
Загальнозоологічний заказник «Гераськівський» загальною площею 5346,0 га являє собою ділянку з типовим лісостеповим агроландшафтом на південних відрогах Середньоруської височини. До складу заказника потрапили великі площі орних земель, залишки степової рослинності на схилах балок, полезахисні лісосмуги і байрачні ліси, а також водно-болотяні угіддя в гирлах балок.

## Ландшафтний склад
- Степи — 7%;
- умовно-природні ліси — 6%;
- штучні ліси — 2%;
- водойми — 0%;
- орні землі — 85%;
- населені пункти — 0%.[2]

## Тваринний світ
Заказник має різноманітну фауну, що потребує збереження та відновлення. Зокрема, тут охороняється велика колонія бабака степового.